# Циклогексантіол
Циклогексантіол — тіол із формулою C6H11SH. Це безбарвна рідина з різким запахом.

## Отримання
Вперше він був отриманий методом вільнорадикальної реакції циклогексану з сірковуглецем у якості джерела сірки.
Промислово отримують шляхом гідруванням циклогексанону за присутності сірководню, а не сульфіду металу у якості каталізатору:
C6H10O + H2S + H2 → C6H11SH + H2O
Також сполуку отримують приєднанням сірководню до циклогексену в присутності сульфіду нікелю.

## Безпека
LD50 або ж летальна доза (введений миші) була розрахована як 316 мг / кг. Дослідження проводились за допомогою Департаменту охорони здоров'я, освіти та соціального забезпечення Сполучених Штатів Америки.